# اثر پوششی الکترون
اثر پوششی الکترون به ممانعت الکترون‌های لایه‌های درونی اتم، از تأثیر کامل نیروی جاذبه هسته بر الکترون لایه‌های بیرونی گفته می‌شود.
الکترون‌هایی که در لایه‌های خارجی یک اتم قرار دارند، هم بار مثبت ناشی از هسته و هم بار منفی الکترون‌های لایه‌های درونی را احساس می‌کنند. به علت وجود الکترون‌های لایه‌های درونی و دافعهٔ آنها بار خالصی که الکترون‌های لایه‌های خارجی‌تر احساس می‌کنند، کمتر از بار واقعی هسته است. به اصطلاح می‌گوییم که الکترون‌های درونی جاذبه یا بار هسته را از الکترون‌های خارجی‌تر پوشش (حایل) می‌دهند و به این اثر، اثر حائل یا اثرپوششی می‌گویند. به بار مثبتی که یک الکترون از طرف هسته با در نظر گرفتن اثر پوششی الکترون‌های دیگر احساس می‌کند بار مؤثر هسته گفته می‌شود

## قدرت هر لایه الکترونی
هرچه لایه‌های الکترون در فضا گسترده‌تر باشد، تعامل الکتریکی بین الکترون‌ها و هسته ضعیف تر است. به‌طور کلی می‌توان لایه‌های الکترونی (s , p، d , f) را به ترتیب قرار داد
{\displaystyle S(\mathrm {s} )>S(\mathrm {p} )>S(\mathrm {d} )>S(\mathrm {f} )},

## دلیل
در صورتیکه اثر پوششی الکترون‌های دیگر را با S نمایش دهیم، رابطه زیر را برای *Z خواهیم داشت:
{\displaystyle Z_{\mathrm {eff} }=Z-\sigma \,}
برای یک الکترون در درجهٔ اول اثر پوششی الکترون‌های زیرین و در درجه دوم اثر پوششی کمتر الکترون‌های هم لایه مهم است. برای یک الکترون از اثر پوششی الکترون‌های لایه خارجی می‌توان صرف نظر کرد.